# نازنین فراهانی
نازنین فراهانی (زادهٔ ۲۳ خرداد ۱۳۵۲) بازیگر سینما و تلویزیون اهل ایران است. او فارغ‌التحصیل کارشناسی علوم ارتباطات با گرایش روزنامه‌نگاری از دانشگاه علامه طباطبایی می باشد. اولین تجربه سینمایی فراهانی در سال ۱۳۷۹ با فیلم زیر پوست شهر به کارگردانی رخشان بنی‌اعتماد بود.

## حرفه

### بازیگری

#### سینما
- شب هامون (۱٣٩٩)
- مصلحت (۱۳۹۹)
- نبات (۱۳۹۶)
- ترانه (۱۳۹۶)
- کوپال (۱۳۹۵)
- طعم شیرین خیال (۱۳۹۳)
- موقت (۱۳۹۳)
- نزدیکتر (۱۳۹۳)
- ترانه شرقی (۱۳۹۲)
- دل بی‌قرار (۱۳۹۱)
- چهارباندی (۱۳۹۱)
- مهمونی کامی (۱۳۹۱)
- چشم (۱۳۸۹)
- خانه پدری (۱۳۸۹)
- صداها (۱۳۸۷)
- فرود در غربت (۱۳۸۷)
- مسیح (۱۳۸۴)
- وقتی همه خواب بودند (۱۳۸۴)
- تهران ساعت ۷ صبح (۱۳۸۱)
- نیمه پنهان (۱۳۸۰)
- از کنار هم می‌گذریم (۱۳۷۹)
- زیر پوست شهر (۱۳۷۹)
- گروه آلما

#### نمایش خانگی
- جزرومد   (۱۴۰۴)[۲]

- جنگل آسفالت (۱۴۰۳)[۳][۴]

#### تلویزیون
- مستوران (۱۴۰۱)
- سرگذشت (۱۳۹٨)
- ملکاوان (١۳۹٨)
- ترور خاموش (۱۳۹٨)
- شکوه یک زندگی (۱۳۹۶)
- روزهای بهتر (اپیزود دیگری) (۱۳۹۶)[۵]
- معمای شاه (۱۳۹۴)
- بشارت منجی (۱۳۸۷)
- چراغ جادو (۱۳۸۰) (بازیگر مهمان)
- داستان یک شهر ۲ (۱۳۷۹) (بازیگر مهمان)

### نویسندگی
- پدیده (۱۳۹۵)
- مهمونی کامی (۱۳۹۱)
- این سیب هم برای تو (۱۳۹۳) نگارش مشترک فیلم‌نامه با سیروس الوند